# Ordem de enforcamento emitida por Lenin
A ordem de enforcamento de Lenin é um telegrama do líder bolchevique Vladimir Lenin exigindo a supressão e execução de participantes capturados na revolta dos kulaks na Governadoria de Penza. Ele foi chamado pela primeira vez de "Ordem de Enforcamento" pela Biblioteca do Congresso dos EUA. Embora o telegrama expresse uma ordem, a ordem não foi executada como descrita e a revolta foi encerrada de forma relativamente pacífica.
O telegrama foi endereçado a Vasily Kurayev [ru] (presidente do Soviete de Penza), Yevgenia Bosch (presidente do Comitê do Partido da Governadoria de Penza) e Aleksandr Minkin [ru] (presidente do ispolkom da Governadoria de Penza) e outros comunistas de Penza, datado de 11 de agosto de 1918.

## Contexto histórico
Durante o verão de 1918, muitas das cidades centrais da Rússia, incluindo Moscou e Petrogrado, foram isoladas das regiões produtoras de grãos da Ucrânia, norte do Cáucaso e Sibéria pela Guerra Civil Russa. Como resultado, centenas de milhares de pessoas estavam à beira da fome. A Governadoria de Penza era crucial para fornecer alimentos às cidades, e o governo utilizou medidas drásticas, como a prodrazvyorstka (requisição de alimentos), para coletar grãos dos camponeses. O Comitê Central enviou Yevgenia Bosch para supervisionar a coleta de grãos.
Lenin justificou a resposta estatal às revoltas dos kulaks devido aos 258 levantes que ocorreram em 1918 e à ameaça do Terror Branco. Ele resumiu sua visão afirmando que ou os “kulaks massacram grande número de trabalhadores, ou os trabalhadores suprimem implacavelmente a revolta da minoria predatória dos kulaks… Não pode haver meio-termo”. Paralelamente, o Bolchevique Antigo Anatoly Lunacharsky também informou Lenin sobre várias execuções brutais de bolcheviques pelos camponeses em Kostroma.
Uma revolta camponesa irrompeu na Volost de Kuchkino do Uyezd de Penza em 5 de agosto de 1918, em oposição à prodrazvyorstka, e logo se espalhou para regiões vizinhas. Enquanto o presidente do Soviete de Penza, Kurayev, se opunha ao uso da força militar e argumentava que os esforços de propaganda seriam suficientes, Bosch insistiu no uso de militares e execuções em massa. Em 8 de agosto de 1918, as forças soviéticas já haviam esmagado a revolta, mas a situação na governadoria permaneceu tensa, e uma revolta liderada por membros do Partido Socialista Revolucionário irrompeu na cidade de Chembar em 18 de agosto. Lenin enviou vários telegramas a Penza exigindo medidas mais severas contra esses kulaks, camponeses que os apoiavam e insurrecionistas SR de Esquerda.

## Telegrama de 11 de agosto de 1918
Um telegrama (datado de 11 de agosto de 1918) instruía os comunistas atuantes na área de Penza a enforcar publicamente pelo menos cem kulaks, divulgar seus nomes, confiscar seus grãos e designar um número de reféns. Essa instrução não foi executada como uma ordem: apenas os 13 organizadores do assassinato de autoridades locais e do levante foram presos, enquanto o levante terminou com atividades de propaganda realizadas no local.
A chamada "Ordem de Enforcamento" emitida por Lenin foi discutida durante uma polêmica sobre o documentário da BBC, Lenin's Secret Files (1997), Os Arquivos Secretos de Lenin, baseado nas descobertas de Robert Service em arquivos soviéticos.

Esta é uma tradução do original russo:
Camaradas! A insurreição de cinco distritos kulaks deve ser reprimida implacavelmente. Os interesses de toda a revolução exigem isso, porque 'a última batalha decisiva' com os kulaks está agora em andamento em toda parte. Um exemplo deve ser dado.
1. Enforquem (absolutamente enforquem, à vista de todos) não menos de cem kulaks conhecidos, ricaços, exploradores.
2. Publiquem seus nomes.
3. Confisquem todo o grão deles.
4. Designem reféns – de acordo com o telegrama de ontem.

Façam isso de forma que, por centenas de verst, as pessoas vejam, tremam, saibam, gritem: "os kulaks exploradores estão sendo estrangulados e serão estrangulados".
Telegrafem o recebimento e a execução. Saudações, Lenin.

P.S. Encontrem pessoas mais firmes."